# چندپور سدار
چندپور سدار (به لاتین: Chandpur Sadar) یک منطقهٔ مسکونی در بنگلادش است که در ناحیه چاندپور واقع شده‌است. چندپور سدار ۳۰۸٫۷۸ کیلومتر مربع مساحت و ۴۳۶٬۶۸۰ نفر جمعیت دارد.